# Kara Çete
Il Kara Çete (o Banda Nera) era un'organizzazione paramilitare protaksim turco-cipriota costituita nel 1957 con il sostegno e il finanziamento di Fazıl Küçük e di altri predominanti turco-ciprioti come movimento per contrastare l'Organizzazione dei combattenti greco-ciprioti EOKA.

## Storia
L'organizzazione venne originariamente costituita da una coppia di giovani per pattugliare un'enclave turco-cipriota, il distretto di Tahtakale a Nicosia, contro le attività dell'EOKA. In seguito tentò di crescere su scala nazionale, ma non riuscì a ottenere il sostegno pubblico. Nell'aprile del 1957, 4 membri dell'organizzazione incendiarono un garage che era presumibilmente di proprietà di spie dell'EOKA nel distretto di Tahtakale per guadagnare fama popolare. Un membro dell'organizzazione fu arrestato dalla polizia britannica in relazione all'incidente e venne rilasciato dopo 105 giorni. Nel 1958, l'organizzazione fu abolita e si unì al Movimento di Resistenza Turco.